# Nomomyia ivetteae
Nomomyia ivetteae là một loài ruồi trong họ Asilidae. Nomomyia ivetteae được Artigas miêu tả năm 1970. Loài này phân bố ở vùng Tân nhiệt đới.